# Eccidio del Padule di Fucecchio

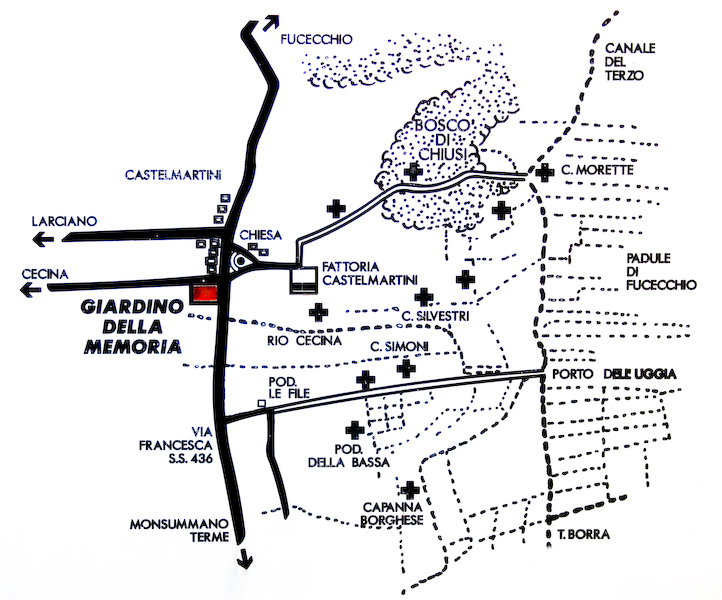
Mappa dei luoghi in cui sono state ritrovate le vittime del massacro.

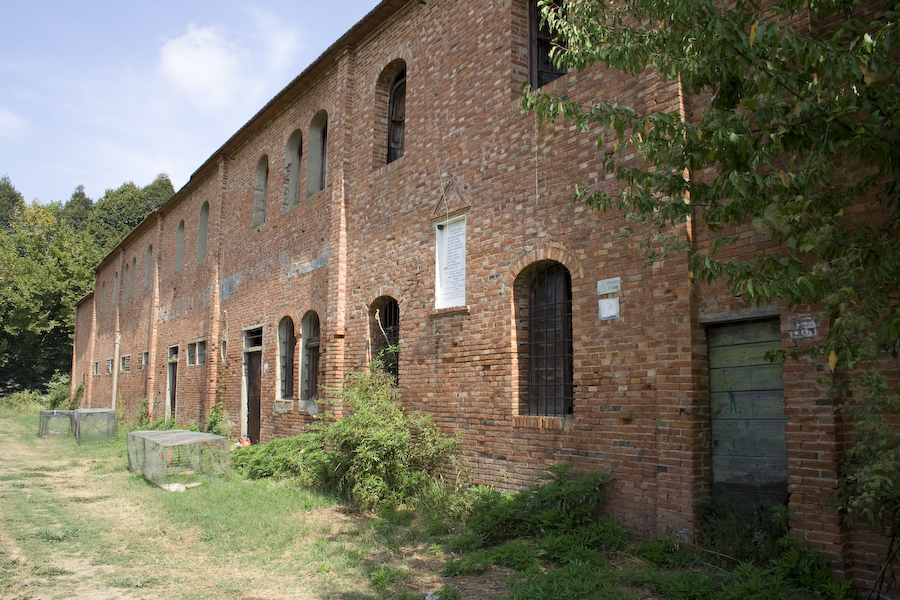
Tabaccaia di Prato Grande, Ponte Buggianese (PT). Sulla facciata è murata una lapide in memoria delle vittime dell'eccidio fucilate all'esterno dell'edificio il 23 agosto 1944.

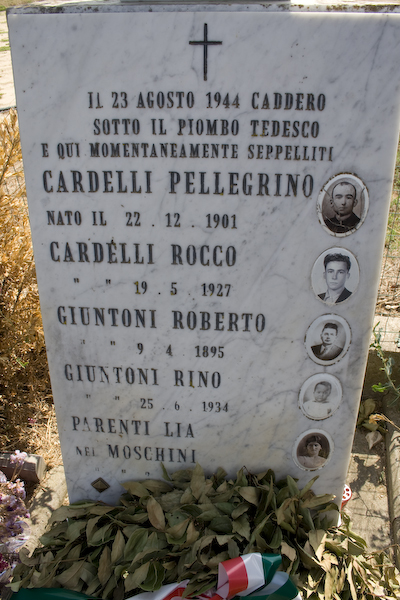
Cippo del Piaggione Capannone, Ponte Buggianese(PT)

L'eccidio del Padule di Fucecchio fu un crimine di guerra commesso da un reparto della 26ª Divisione corazzata tedesca, agli ordini del generale Peter Eduard Crasemann, il 23 agosto 1944.
Nella strage, avvenuta nella vasta area pianeggiante compresa tra le province di Pistoia e Firenze, denominato Padule di Fucecchio, persero la vita 174 civili (uomini, donne e bambini).

## Eventi
Nell'estate 1944 sia a causa dei bombardamenti e cannoneggiamenti alleati, sia a causa dei rastrellamenti nazisti, molte famiglie con donne, vecchi e bambini provenienti dalle province di Pistoia e Firenze lasciarono le proprie abitazioni per andare a rifugiarsi nella zona del Padule, un luogo considerato sicuro poiché lontano dai centri abitati.
Alcuni uomini della zona si unirono nella primavera-estate del '44 in una banda di partigiani, la "Silvano Fedi", capeggiata dal professor Benedetti. La banda partigiana durante il mese di luglio e di agosto attaccò sporadicamente il battaglione tedesco dislocato nei pressi di Ponte Buggianese, senza infliggere gravi perdite all'esercito, ma causando ordini di rappresaglie ai danni della popolazione civile residente nei paesi circostanti. Vennero fucilati ed impiccati degli innocenti solo per avvertire la popolazione di ciò che succedeva a chi sparava contro i tedeschi o semplicemente proteggeva o non denunciava i partigiani di passaggio.
In tutta l'area circostante al Padule erano dislocati i soldati appartenenti alle 26ª divisione corazzata tedesca, il cui comando era situato a Chiesina Uzzanese. Il 22 agosto molti militari partirono dal villaggio diretti verso il Padule, al loro ritorno, 2 giorni dopo il massacro, dichiararono di aver ucciso 200 partigiani, omettendo che in realtà il totale dei morti era composto esclusivamente da civili.
Da Monsummano il 23 agosto partirono i membri del 26º Reparto esploratori comandato dal capitano Josef Strauch, affermando di andar a combattere le bande nascoste nel Padule. Risulta che altri piccoli gruppi di soldati appartenenti a varie unità della 26ª corazzata, dislocata nell'area, vennero impiegati nell'azione.
Intorno alle 06:00 del 23 agosto delle truppe tedesche si diressero verso la "Tabaccaia", a Ponte Buggianese, dove alloggiavano molti sfollati, per lo più donne e bambini: li costrinsero a uscire e li fucilarono sul posto. A Cintolese, altri ufficiali tedeschi fucilarono uomini, donne e bambini che scappavano o si rifugiavano fra i campi; tra questi ufficiali sembra che fosse presente anche il capitano Strauch.
Colpevole della strage è sospettato anche il 9º Reggimento granatieri corazzati, il cui comandante, colonnello Henning von Witzleben, un cugino di Erwin von Witzleben, alloggiava nella residenza della Baronessa Banchieri a Larciano con alcuni ufficiali del suo stato maggiore. La mattina del 23, dopo le sette, si sentirono degli spari proveniente dal casale di Silvestri, vicino alla fattoria Banchieri; il colonnello fece aprire il fuoco con un cannone dalla villa verso il casale e gli spari cessarono. Successivamente venne inviata una pattuglia di soldati tedeschi verso l'abitazione che, dopo aver ordinato agli occupanti di uscire, aprì il fuoco uccidendo anche chi cercò di scappare: tra le vittime ci furono otto donne, due uomini, un bambino di otto anni e due di diciassette e ventisette mesi, oltre a molti altri feriti. Altri corpi vennero portati alla villa della baronessa Banchieri dalle case in cui si erano verificati episodi simili.
I tedeschi continuarono il massacro avanzando nel Padule ed uccidendo allo stesso modo gli altri civili indifesi. Molti corpi vennero trovati nel corso della giornata uccisi allo stesso modo; in alcuni casi non ci furono testimoni superstiti, ma non c'è alcun dubbio che gli omicidi siano avvenuti per mano tedesca.
Alcuni feriti per salvarsi si diressero alla villa Banchieri, in cui trovarono gran confusione nel comando tedesco a causa dell'uccisione di così tanti innocenti: Von Witzleben mandò dei corrieri con l'ordine di far cessare il fuoco, affermando di essere all'oscuro di ciò che stava accadendo e di aver ordinato la rappresaglia contro le bande partigiane, perché alcuni soldati tedeschi erano stati uccisi. Tuttavia il suo era solamente un tentativo di discolparsi dell'accaduto, nessun tedesco era stato ucciso nei giorni precedenti.
Le unità appartenenti alla 26ª divisione Corazzata effettuarono una simile azione intorno alla località detta Stabbia: il 23 mattina verso le 06:00 arrivarono a Stabbia e fecero fuoco in modo indiscriminato. I civili furono arrestati e assassinati, oppure uccisi mentre svolgevano il proprio lavoro quotidiano, senza dare alcuna motivazione. Lo stesso accadde a Massarella dove si aprì il fuoco e successivamente furono trovati morti 8 uomini.
In totale nella zona del Padule di Fucecchio vennero trovate 174 vittime civili non appartenenti a bande partigiane; tra queste, molte donne e ragazzi compresi tra un mese e 16 anni di vita. Due partigiani vennero uccisi, Enrico Magnani, appartenente alla formazione XI Zona "Pippo" - Lucca, ed Enrico Bianchini, originario di Pavegliano, appartenente alla Formazione "Silvano Fedi" - Ponte Buggianese.

## Cause
Le cause che spinsero l'esercito tedesco ad un simile atto sono molto incerte.
Da un lato ci fu una cattiva informazione che indicò la presenza di bande di partigiani nel Padule, ma durante la strage vennero uccisi solo civili innocenti. Infatti, mentre inizialmente era stato programmato un concentramento partigiano all'interno del Padule, che sarebbe poi diventato la base operativa degli attacchi, nel momento in cui fu tutto pronto per la partenza ci furono le defezioni di molti componenti provenienti da gran parte dei comuni circostanti. Benedetti quindi fu costretto a dirigersi nei dintorni del Padule presso Ponte Buggianese solo con il suo gruppo male armato e disorganizzato, composto da una trentina di elementi.
Dall'altro, contribuirono sia le direttive provenienti da Berlino, sia in particolar modo gli ordini emanati dal Feldmaresciallo Albert Kesselring, comandante del Gruppo dell'Armate "C" OB Sudwest, che più di ogni altro aveva dimostrato l'intenzione di compiere una dura lotta contro le bande, anche a discapito della popolazione civile, se questo fosse servito a fermarle. Le sue intenzioni furono appoggiate in parte dalle direttive emesse per la "lotta contro le bande": esse spiegavano quali tipi di combattimento erano consentiti, ed affermavano che le popolazioni che avessero appoggiato i partigiani o si fossero trovate nei luoghi di conflitto avrebbero subito delle misure punitive. Le direttive ordinavano inoltre di arrestare e trattare come prigionieri di guerra gli esponenti della resistenza, senza però ucciderli.
Kesselring non applico mai l'ultima parte della direttiva, ma anzi ordinò di agire con azioni pianificate ed in caso di attacco aprire immediatamente il fuoco senza preoccuparsi dei passanti o di eventuali civili nei dintorni. Dette ad ogni soldato la possibilità di uccidere chiunque fosse sospettato di complicità con i partigiani. Infine dichiarò che a qualsiasi tipo di intervento non sarebbe conseguita alcuna punizione, dando così "carta bianca" ai singoli comandanti. Inoltre va analizzato anche il preciso momento storico, era infatti in corso la ritirata verso la Linea Gotica e quindi gli Appennini Pistoiesi; la parte meridionale del Padule distava appena 5 chilometri dal fronte sull'Arno e si trovava proprio nella zona di fuga nazista. I tedeschi non potevano permettersi attacchi improvvisi da parte delle bande partigiane e questo fu un ulteriore motivo che portò all'eccidio, nonostante in realtà non ci fossero partigiani nella zona del Padule.

## Testimonianze dei superstiti
La cooperazione del comando dei carabinieri di Monsummano con le commissioni di inchiesta angloamericane permise la raccolta e la messa agli atti di 169 testimonianze fornite da coloro che assistettero alla strage. Tali testimonianze pur dolorose da rivivere per gli interrogati, furono essenziali nella raccolta del maggior numero di informazioni riguardanti in particolare le armi utilizzate, il non coinvolgimento della popolazione civile nel movimento partigiano e soprattutto l'identificazione dei responsabili.
Durante gli interrogatori venne usata la stessa struttura di domande basilari: veniva chiesto perché i testimoni si trovassero nel Padule, cosa avessero visto o fatto e se fossero partigiani. Le deposizioni furono tutte molto simili: i superstiti interrogati dai carabinieri e/o dai responsabili delle commissioni di inchiesta, affermarono in linea generale di trovarsi nel Padule per rifugiarsi dai bombardamenti o dai rastrellamenti nazisti.
Alcuni scamparono all'azione perché tornati temporaneamente nelle proprie case, altri perché potendo vedere da lontano i soldati tedeschi riuscirono a nascondersi nei fossi o a penetrare nelle zone più interne. Altri ancora riuscirono a fuggire o vennero lasciati liberi dai soldati, mentre altri, feriti e non, finsero di essere morti per evitare la fucilazione. Quasi tutti affermarono che né loro né i loro familiari morti, erano partigiani o avevano prestato soccorso a organizzazioni partigiane. Raccontarono spesso di non aver avuto tempo né per parlare né per scappare: le uccisioni avvenivano direttamente all'interno delle abitazioni, o di fronte ad esse, dopo che tutti gli abitanti erano usciti.
È possibile leggere tutte le testimonianze raccolte nel libro di Paolo Paoletti La strage del 23 agosto 1944.

## I condannati
Sulla strage vennero aperte due commissioni di inchiesta, una inglese ed una americana. Per quanto il luogo si fosse trovato sul territorio di competenza della V armata americana, fu uno dei pochi casi in Italia, in cui le indagini furono molto approfondite da parte dalla commissione d'inchiesta britannica. Quest'ultima, a differenza di quella americana, creò una branca investigativa speciale, al fine di indagare sui presunti crimini di guerra commessi dalla Wehrmacht contro la popolazione civile italiana. Dopo aver accertato i fatti, la commissione inglese istituì il processo di Venezia, con lo scopo di condannare i maggiori criminali di guerra.
Tra i condannati, oltre a Crasemann comparve anche il Feldmaresciallo Kesselring, poiché dallo studio delle mappe emerse che le rappresaglie non furono eseguite per ordini di comandanti di singole formazioni, ma furono un esempio di campagna organizzata dall'alto.
Dei 45 ricercati, tra i quali alcuni in attesa di essere ancora interrogati, soltanto due vennero veramente condannati dal processo di Venezia: il capitano Strauch e il comandante Crasemann. A entrambi furono comminate pene detentive per un periodo non superiore ai 6 anni. Il comandante Kesselring venne invece giudicato da un tribunale militare britannico a Mestre. Inizialmente venne condannato alla fucilazione per tutti i crimini di guerra commessi, compresi l'eccidio di Sant'Anna di Stazzema e l'eccidio delle Fosse Ardeatine, ma successivamente la condanna venne modificata con la reclusione a vita, e venne portato nel carcere di Werl. Nel 1948 però la pena venne ridotta a 21 anni, fino a quando nel 1952 venne scarcerato per le sue condizioni di salute.
Nel 2011, il tribunale militare di Roma giudicò colpevole in contumacia Johann Robert Riss condannandolo all'ergastolo; la Germania ha rifiutato di estradare Riss.

## Le vittime

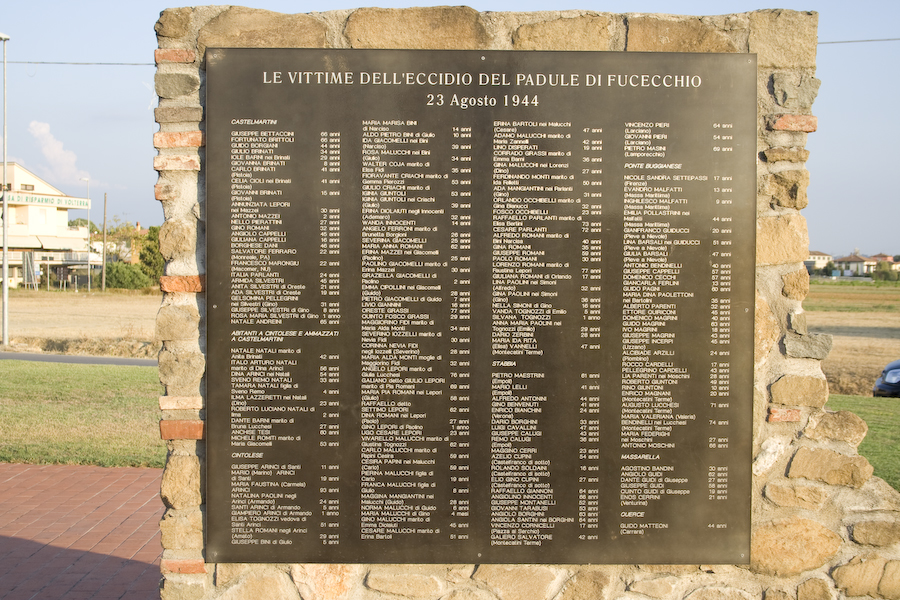
Elenco delle vittime dell'eccidio. Castelmartini, Larciano (PT)

L'elenco delle vittime sottostante (174 morti) è ricavato dal monumento in memoria dell'eccidio, inaugurato dal Presidente della Repubblica Carlo Azeglio Ciampi il 16 settembre 2002 a Castelmartini (PT). Una ricerca approfondita di Metello Bonanno ha ripartito il numero di morti per luogo di residenza, giungendo a 174: 84 a Monsummano, 4 a Pieve a Nievole, 5 a Montecatini Terme, 28 a Larciano, 20 a Cerreto Guidi, 1 a Lamporecchio, 7 a Fucecchio, 1 a Uzzano, 24 a Ponte Buggianese.
Le vittime vengono raggruppate per luogo di morte, in alcuni casi viene indicato anche il luogo di residenza (se diverso da quello di morte) ed inoltre, quando possibile, sono indicati anche alcuni legami di parentela.

### Castelmartini (Larciano)
- Giuseppe Bettaccini di anni 66,
- Fortunato Brittoli di anni 66,
- Guido Borgiani di anni 44,
- Giulio Brinati di anni 34,
- Iole Barni nei Brinati di anni 29,
- Giovanna Brinati di anni 8,
- Carlo Brinati di anni 41,
- Celia Cioli nei Brinati di anni 41,
- Giovanni Brinati di anni 15,
- Annunziata Lepori nei Mazzei di anni 30,
- Antonio Mazzei di anni 2,
- Nello Pierattini di anni 27,
- Gino Romani di anni 32,
- Angiolo Cappelli di anni 45,
- Giuliana Cappelli di anni 16,
- Borghese Dani di anni 46,
- Salvatore Ferraro di anni 22,
- Francesco Marongiu di anni 22,
- Italia Parlanti di anni 24,
- Armida Silvestri di anni 45,
- Anita Silvestri di Oreste di anni 21,
- Ada Silvestri di Oreste di anni 19,
- Gelsomina Pellegrini di Silvestri (Gino) di anni 31,
- Giuseppe Silvestri di Gino di anni 8,
- Rosa Maria Silvestri di gino di anni 1, di Gino
- Natale Andreini di anni 65.

### Abitanti a Cintolese (Monsummano) uccisi a Castelmartini (Larciano)
- Natale Natali marito di Anita Brinati di anni 42,
- Italo Arturo marito di Dina Arinci di anni 56,
- Dina Arinci nei Natali di anni 54,
- Sveno Remo Natali di anni 33,
- Tamara Natali figlia di Sveno Remo di anni 4,
- Ilma Lazzeri nei Natali(Dino) di anni 23,
- Roberto Luciano Natali di Irma di anni 2,
- Dante Barni marito di Bruna Lucchesi di anni 27,
- Anchise Tesi di anni 60,
- Michele Romiti marito di Maria Giacomelli di anni 53.

### Cintolese (Monsummano)
- Giuseppe Arincidi Santi di anni 11,
- Mario(Marino) Arinci di Santi di anni 19,
- Maria Faustina detta Carmela Arinci di anni 93,
- Natalina Paolini negli Arinci(Armando) di anni 24,
- Santi Arinci di Armando di anni 5,
- Giampiero Arinci di Armando di 1 anno,
- Elisa Tognozzi vedova di Santi Arinci di anni 51,
- Stella Romani negli Arinci(Amato) di anni 29,
- Giuseppe Bini di Giulio di anni 5,
- Maria Marisa Bini di Narciso di anni 14,
- Aldo Pietro Bini di Giulio di anni 10,
- Ida Giacomelli nei Bini (Narciso) di anni 39,
- Rosa Malucchi nei Bini (Giulio) di anni 34,
- Walter Coja marito di Elsa Fidi di anni 35,
- Fioravante Criachi marito di Gemma Pierozzi di anni 53,
- Giulio Criachi marito di Iginia Giuntoli di anni 53,
- Iginia Giuntoli nei Criachi (Giulio) di anni 39,
- Erina Diolaiuti negli Innocenti (Ademaro) di anni 32,
- Wanda Innocenti di anni 14,
- Angelo Ferroni marito di Brunetta Borgioni di anni 26,
- Severina Giacomelli di anni 25,
- Maria Anna Romani di anni 62,
- Erina Mazzei nei Giacomelli (Paolino) di anni 25,
- Paolino Giacomelli marito di Erina Mazzei di anni 30,
- Graziella Giacomelli di Paolino di anni 2,
- Emma Cipollini nei Giacomelli (Guido) di anni 28,
- Pietro Giacomelli di Guido di anni 7,
- Livio Giannini di anni 16,
- Oreste Grassi di anni 77,
- Quinto Fosco Grassi di anni 29,
- Maggiorino Fidi marito di Maria Alda Monti di anni 34,
- Severino Iozzelli marito di Nevia Fidi di anni 30,
- Corinna Nevia Fidi negli Iozzelli (Severino) di anni 28,
- Maria Alda Monti moglie di Maggiorino Fidi di anni 32,
- Angelo Lepori marito di Giulia Lucchesi di anni 76,
- Galiano detto Giulio Lepori marito di Pia Romani di anni 69,
- Maria Pia Romani nei Lepori (Giulio) di anni 58,
- Raffaello detto Settimo Lepori di anni 62,
- Dina Romani nei Lepori (Paolo) di anni 27,
- Gino Lepori di Paolino di anni 1,
- Ugo Cesare Lepori di anni 23,
- Vivarello Malucchi marito di Giustina Tognozzi di anni 62,
- Carlo Malucchi marito di Papini Cesira di anni 59,
- Cesira Papini nei Malucchi (Carlo) di anni 59,
- Pierina Malucchi di Carlo figlia di Carlo di anni 19,
- Franca Malucchi figlia di Giulio di anni 8,
- Maggina Mangiantini nei Malucchi (Guido) di anni 28,
- Norma Malucchi di Guido di anni 6,
- Maria Malucchi di Gino di mesi 4,
- Gino Malucchi marito di Emma Diolaiuti di anni 45,
- Cesare Malucchi marito di Erina Bartoli di anni 51,
- Erina Bartoli nei Malucchi (Cesare) di anni 47,
- Adamo Malucchi marito di Maria Zannelli di anni 42,
- Lino Disperati di anni 19,
- Corrado Grassi marito di Emma Barni di anni 36,
- Gina Malucchi nei Lorenzi (Dino) di anni 27,
- Ferdinando Monti marito di Ida Felletti di anni 50,
- Ada Mangiantini nei Parlanti (Gino) di anni 31,
- Orlando Occhibelli marito di Gina Bianucci di anni 32,
- Fosco Occhibelli di anni 23,
- Raffaello Parlanti marito di Elisa Bertini di anni 73,
- Cesare Parlanti di anni 72,
- Alfredo Romani marito di Bini Narcisa di anni 40,
- Gina Romani di anni 35,
- Giuseppe Romani di anni 59,
- Paolo Romani di anni 30,
- Lorenzo Romani marito di Faustina Lepori di anni 77,
- Giuliana Romani di Orlando di anni 17,
- Lina Paolini nei Simoni (Alfredo) di anni 32,
- Gina Paolini nei Simoni (Gino) di anni 36,
- Nella Simoni di Gino di anni 16,
- Vanda Tognozzi di Emilio di anni 5,
- Silvana Tognozzi di anni 1,
- Anna Maria Paolini nei Tognozzi (Emilio) di anni 29,
- Dario Zerbini di anni 28,
- Maria Ida Rita (Elisa) Vannelli (Montecatini Terme) di anni 47,

### Stabbia (Cerreto Guidi)
- Pietro Maestrini (Empoli) di anni 61,
- Mario Lelli (Empoli) di anni 41,
- Alfredo Antonini di anni 44,
- Gino Benvenuti di anni 41,
- Enrico Bianchini (Verona) di anni 24,
- Dario Borghini di anni 33,
- Luigi Cavallini di anni 47,
- Giuseppe Calugi di anni 43,
- Remo Calugi (Empoli) di anni 36,
- Maggino Cerri di anni 23,
- Azelio Cupini (Castelfranco di sotto) di anni 54,
- Rolando Soldaini (Castelfranco di sotto) di anni 16,
- Elio Gino Cupini (Castelfranco di sotto) di anni 27,
- Raffaello Giannoni di anni 64,
- Angiolino Innocenti di anni 66,
- Giuseppe Montanelli di anni 52,
- Giovanni Tarabusi di anni 53,
- Angiolo Borghini di anni 63,
- Angiola Santini nei Borghini di anni 64,
- Vincenzo Cornicelli (Piazza al Serchio) di anni 17,
- Galiero Salvatore (Montecatini Terme) di anni 42,
- Vincenzo Pieri (Larciano) di anni 64,
- Giovanni Pieri (Larciano) di anni 54,
- Pietro Masini (Lamporecchio) di anni 69.

### Ponte Buggianese
- Nicole Sandra Settepassi (Firenze) di anni 17,
- Evandro Malfatti (Massa Marittima) di anni 13,
- Inghilesco Malfatti (Massa Marittima) di anni 9,
- Emilia Pollastrini nei Malfatti (Massa Marittima) di anni 44,
- Gianfranco Guiducci (Pieve a Nievole) di anni 20,
- Lina Barsali nei Guiducci (Pieve a Nievole) di anni 51,
- Giulia Barsali (Pieve a Nievole) di anni 47,
- Antonio Bendinelli di anni 40,
- Giuseppe Cappelli di anni 57,
- Domenico Cecchi di anni 57,
- Giancarla Ferlini di anni 13,
- Guido Pagni di anni 60,
- Maria Dina Paolettoni nei Bartolini di anni 35,
- Alberto Parenti di anni 35,
- Ettore Quiriconi di anni 45,
- Domenico Magrini di anni 40,
- Guido Magrini di anni 60, Ivo Magrini di anni 18, Giuseppe Magrini di anni 43,
- Giuseppe Incerpi (Uzzano) di anni 45,
- Alcibiade Arzilli (Piombino) di anni 24,
- Rocco Cardelli di anni 17,
- Pellegrino Cardelli di anni 43,
- Lia Parenti nei Moschini di anni 28,
- Roberto Giuntoni di anni 49,
- Rino Giuntoni di anni 10,
- Enrico Magnani (Montecatini Terme) di anni 20,
- Augusto Lucchesi (Montecatini Terme) di anni 71,
- Maria Valeriana (Valeria) Bendinelli nei Lucchesi (Montecatini Terme) di anni 74,
- Maria Federighi nei Moschini di anni 27,
- Antonio Moschini di anni 66.

### Massarella (Fucecchio)
- Agostino Bandini di anni 30,
- Angiolo Guidi di anni 62,
- Dante Guidi di Giuseppe di anni 27,
- Giuseppe Guidi di anni 58,
- Quinto Guidi di Giuseppe di anni 19,
- Enos Cerrini (Venturina) di anni 21.

### Querce (Fucecchio)
- Guido Matteoni (Carrara) di anni 44.

## Monumento in memoria delle vittime dell’Eccidio del Padule di Fucecchio e dei Combattenti Toscani
L’opera in marmo di Carrara si trova a Larciano in via San Francesca. È stata realizzata dal maestro Gino Terreni di Empoli: celebra lo stupore e il dramma dei 175 innocenti, fra i quali troviamo soprattutto donne, anziani e bambini, che stanno per essere fucilati dai soldati nazisti, quegli stessi soldati che erano stati ospitati nelle case dei larcianesi. Il monumento è stato inaugurato nel settembre del 2002 a Castelmartini, luogo di uno dei più cruenti eccidi compiuti dai nazifascisti dopo l'armistizio, evento conosciuto come eccidio del Padule di Fucecchio; all’inaugurazione presenziò anche il Presidente della Repubblica Carlo Azeglio Ciampi. Inoltre, presso il Centro di Ricerca, Documentazione e Promozione del Padule di Fucecchio sono presenti in permanenza sette opere preparatorie, tra cui il gesso originale del suddetto monumento.
Nel 2015, il Ministro degli Esteri Paolo Gentiloni, insieme al suo omologo tedesco Frank-Walter Steinmeier inaugurarono un Centro di Documentazione sulla Strage del Padule di Fucecchio. Il comunicato stampa ufficiale del Ministero degli Affari Esteri e della Cooperazione Internazionale italiano indica 175 vittime della strage.

### Approfondimenti
- Barni Rosella, Le scuole, la memoria, il territorio, Pistoia, Caript, 2004.
- Cardellicchio Riccardo, L'eccidio, 1994, Titivillus Edizione.
- D'Amato Massimo e Nannucci Sandro, Fra la terra, l'aria e l'acqua. Memorie, volti e luoghi del Padule di Fucecchio, Firenze, Edizioni Polistampa, 2004.
- Ferretti Vasco, Le stragi naziste sotto la linea gotica. 1944: Sant'Anna di Stazzema, Padule di Fucecchio, Marzabotto, Milano, Mursia, 2004.
- Friederich Andrae, La Wehrmacht in Italia. La guerra delle forze armate tedesche contro la popolazione civile 1943-1945, 1997, Roma, Editore Ruini.
- Fulvetti Gianluca, Uccidere i civili: le stragi naziste in Toscana (1943-1945), Roma, Carrocci, 2009.
- Innocenti Michela, Storie di donne e di guerra in Toscana 1943-1945, Pistoia, I.S.R.Pt, 2006.
- Quiriconi don Renato, 200 anni di vita della parrocchia di Cintolese 1788-1988, Monsummano Terme, 1988.
- Comune di Monsummano Terme (a cura di), Un'idea di pace dal ricordo dell'eccidio, Monsummano Terme, 1994.
- Tognarini Ivan (a cura di), Larciano negli ultimi secoli. Agricoltura, società e politica tra ‘700 e ‘900 in una comunità sul padule, Napoli, Edizioni Scientifiche Italiane, 1999.
- Franco Giustolisi, L'armadio della vergogna, Roma, Nutrimenti, 2004.
- Pier Vittorio Buffa, Io ho visto, Nutrimenti, 2013, ISBN 9788865942192.
- Carlo Gentile, I crimini di guerra tedeschi in Italia (1943-1945), Torino, Einuadi, 2015.

### Documentari
- Cecconi Gabriele e Brizzi Averardo, Padule, ricordo di una strage, Roma, 1986.
- Follin Marco, Garzella Lorenzo e Macelloni Filippo, Eccehomini: ricordi di una strage, 1999.
- Batisti Alessandro, Cortesi Carlo, Vannini Massimiliano, Tutto questo sangue - 80 anni dopo l'eccidio del Padule di Fucecchio, Chiesina Uzzanese, 2024